# Bonita (geslacht)
Bonita is een geslacht van kreeftachtigen uit de klasse van de Malacostraca (hogere kreeftachtigen).

## Soort
- Bonita mexicana E. Campos, 2009